# هيرمان سميث
هيرمان سميث (بالإنجليزية: Herman Smith)‏ هو لاعب كرة قدم أمريكية ولاعب كرة القدم الكندية أمريكي، ولد في 25 يناير 1971 في موند بايو في الولايات المتحدة.

## وصلات خارجية
- هيرمان سميث على موقع مرجع كرة القدم المحترفة.كوم (الإنجليزية)